# Lonchetron fennicum
Lonchetron fennicum är en stekelart som beskrevs av Graham 1956. Lonchetron fennicum ingår i släktet Lonchetron och familjen puppglanssteklar.
Artens utbredningsområde är:
- Tjeckien.
- Finland.
- Frankrike.
- Polen.
- Sverige.

Arten är reproducerande i Sverige. Inga underarter finns listade i Catalogue of Life.